# José María García Escudero
José María García Escudero (Madrid, 14 de diciembre de 1916 - id., 8 de mayo de 2002) fue un político, periodista, escritor, militar, ensayista e historiador del cine, y jurista español, consejero togado del Consejo Supremo de Justicia Militar, por dos veces director general de Cinematografía y Teatro durante la dictadura franquista y juez especial para la instrucción del sumario por el golpe de Estado del 23-F.

## Biografía
Al iniciarse la Guerra Civil durante su formación universitaria, fue comisario político de una brigada anarquista, si bien pronto se unió al bando sublevado, donde alcanzó el grado de alférez provisional. Finalizado el conflicto se doctoró en Derecho, se licenció en Ciencias Políticas y Económicas y se formó en periodismo en la academia de El Debate. Fue profesor de Ciencias Políticas en la Universidad Central de Madrid.
En el terreno político, durante un año (1951-1952) fue director general de Cinematografía y Teatro, pero dimitió por desavenencias sobre la censura. No obstante, una vez nombrado Manuel Fraga ministro, regresó y ocupó la dirección general durante seis años (1962-1968). Se le atribuye haber facilitado la aparición del llamado Nuevo Cine Español al implantar un sistema más objetivo en las ayudas, establecer un «código de censura», al tiempo que refundía los textos legales sobre el cine, lo que facilitaba una mayor seguridad de los guionistas, directores y productores cinematográficos respecto a qué estaba y no vetado, una ampliación de los presupuestos de la llamada Escuela Nacional de Cinematografía y un impulso al cine infantil.
En su faceta como jurista, fue notario y alcanzó por oposición la plaza de letrado de las Cortes. Miembro también del Cuerpo Jurídico del Aíre, alcanzó el grado de general auditor. Fue designado consejero togado del Consejo Supremo de Justicia Militar en 1977. Cuando se produjo el fracasado golpe de Estado del 23 de febrero de 1981, el gobierno del presidente Leopoldo Calvo-Sotelo lo nombró juez especial para la instrucción del caso. Al terminar el procedimiento, regresó como letrado al Congreso de los Diputados.
En su faceta como periodista y escritor, colaboró habitualmente en los diarios ABC, Ya y Arriba y fue autor de numerosas obras en torno a la política, la historia y el cine, fundamentalmente, además de una autobiografía.

## Obra

### Derecho, historia y política
- Política española y política de Balmes.
- Las libertades del aire y la soberanía de las naciones.
- De Cánovas a la República.
- La primera apertura (Diario de un director general).
- Los sacerdotes obreros y el catolicismo francés
- Los españoles de la conciliación.
- Historia política de las dos Españas
- El escándalo del cristianismo.
- El pensamiento de "El Debate". Un diario católico en la crisis de España (1931-1936).
- La España dividida
- Vista a la derecha.

### Cine
- Una política para el cine español.
- Vamos a hablar de cine.
- Cine social.

### Autobiografía
- Mis siete vidas. De las brigadas anarquistas a juez del 23-F.

## Premios
Medallas del Círculo de Escritores Cinematográficos
| Año  | Categoría             | Obra                |
| ---- | --------------------- | ------------------- |
| 1953 | Mejor labor literaria | Artículos en Arriba |
| 1958 | Mejor libro           | Cine social         |